# Alcabizio

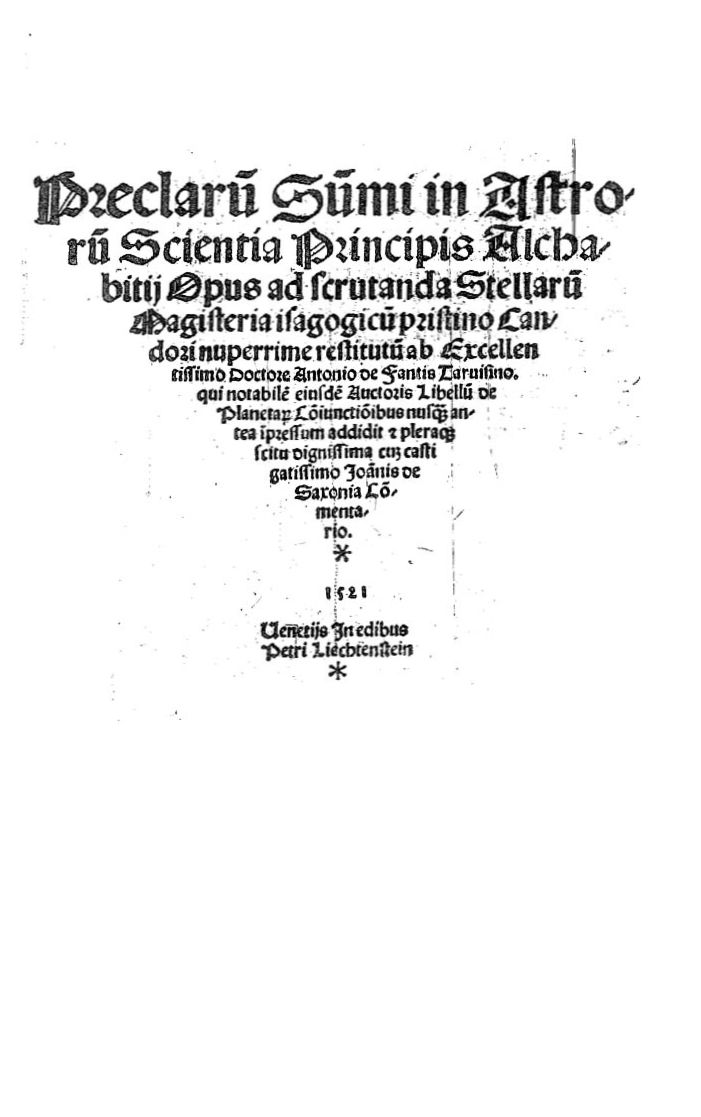
Alcabitius, Opus ad scrutanda stellarum magisteria isagogicum, 1521

Alcabizio, in latino medievale Alcabitius, conosciuto anche come Abdelazys, Abdilaziz (nome completo: in arabo عبدالصقر القبيصي عبد العزيز بن عثمان‎?, Abû al-Saqr al-Qabîsî 'Abd al-'Azîz ibn Uthmân; ... – 967), è stato un matematico e astrologo arabo, vissuto intorno alla metà del secolo X.

## Biografia
Probabilmente nacque a Mosul, tuttavia il suo nome viene associato anche alle città di Aleppo e Saragozza, dove soggiornò e morì nel 967.
Alcabizio è noto principalmente per il suo trattato sull'astrologia giudiziaria Introduzione all'arte dei giudizi delle stelle, dedicata al sultano Sayf al-Dawla (che regnò tra il 916 e il 967) della dinastia Hamdanide, un'opera che fu molto apprezzata nell'Europa medievale e rinascimentale. Quest'opera, che rese noto all'Occidente il metodo della curva del giorno di al-Battānī, è considerata tuttora un ottimo manuale introduttivo all'astrologia (esclusa la parte matematica). A lui è attribuito il sistema di domificazione  più usato nel Medioevo e fino al XVII secolo, che è uno sviluppo del metodo di Porfirio e il cui algoritmo si trova anche nel Zij al-Sindhind di Muḥammad ibn Mūsā al-Khwārizmī. Le prime tracce di questo metodo si trovano Tesoro di Antioco, spiegazione e narrazione completa dell’arte dell’astrologia, scritto dall'astrologo bizantino Retorio, che riprese la domificazione attribuita a Tolomeo e ne elaborò una variante.

Una traduzione manoscritta dell'Introduzione all'arte dei giudizi delle stelle di Alcabizio in latino, riconducibile alla prima metà del XII secolo, di Giovanni da Siviglia (detto anche Johannes Hispalensis) fu stampata nel 1473 sotto il nome di Alchabitii Abdilazi liber introductorius ad magisterium judiciorum astrorum (l'opera è conosciuta anche come Liber isagogicus de planetarum coniunctionibus). Nel secolo XIII fu il re di Castiglia e León Alfonso X il Saggio (1221-1284) a divulgare questa versione come uno dei testi più utilizzati per l'insegnamento delle scienze dell'Universo quali l'astronomia e l'astrologia, al pari del Liber quadripartitum (Tetrabiblos) e del Centiloquium di Tolomeo con il commento dell'astrologo del Cairo Ali ibn Ridwan. 

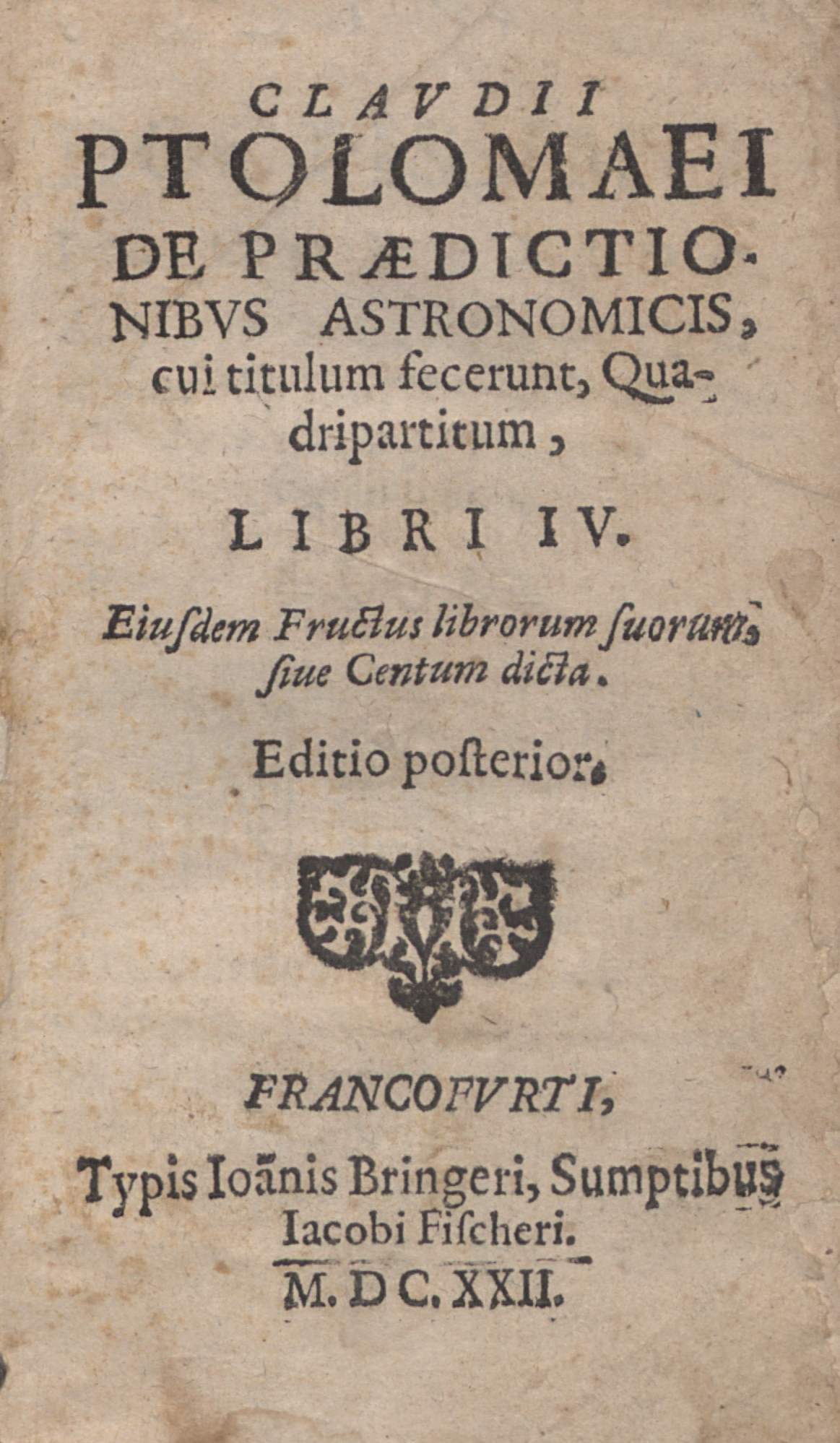
Tolomeo, Quadripartitum, 1622

Furono proprio questi trattati a ravvivare l'interesse per l'astronomia e l'astrologia nel Tardo Medioevo e nel Rinascimento.
Tra il 1485 e il 1521 vennero pubblicate undici edizioni con il commento di Giovanni di Sassonia risalente al 1331.

La più famosa edizione di tale opera fu quella pubblicata a Venezia nel 1503 con il titolo di Alchabitius cum commento. Fu pure tradotto e commentato da Johannes de Stendal nel XIV secolo, da Loys de Langle nel XV e da Valentino Nabod nel XVI. 
Alcabizio, inoltre, ispirò il trattato De principiis astrologiae, che fu scritto dal poeta/filosofo Cecco d'Ascoli.

## Opere
- Libellus isagogicus abdilazi, idest servi gloriosi dei, Qui dicitur alchabitius ad magisterium iudiciosum astrorum interpretatus a Joanne hispalensi scriptum ? in eumdem a Joanne saxonie editum utili serie connexum incipiunt. Tradotto in latino da Giovanni da Siviglia, questa è l'edizione del 1512, puvbblicata a Venezia da Melchiorre Sessa.
- Liber isagogicus ad scientiam iudicialem astronomiae. Venezia: Joannes e Gregorius de Gregoriis, de Forlivio; 26 luglio 1491
- Liber isagogicus ad scientiam judicialem astronomiae.; Venezia: Erhard Ratdolt; 16 gennaio 1482
- Liber isagogicus de planetarum conjunctionibus s. Introductorium. Venezia: Johannes & Gregorius de Gregoriis; 1491
- (LA) Opus ad scrutanda stellarum magisteria isagogicum, Venezia, Peter Liechtenstein, 1521.
- Libellus ysagogicus Abdilazi ad magisterium judiciorum astrorum Interpretatus a Joanne Hispalensi; Venezia; Radtolt 1485
- Liber de nativitatibus (manoscritto conservato nella biblioteca di Parigi)
- Liber de principiis astrologiae